# Les Cerqueux-de-Maulévrier
Les Cerqueux-de-Maulévrier è un comune francese di 819 abitanti situato nel dipartimento del Maine e Loira nella regione dei Paesi della Loira.

## Società

### Evoluzione demografica
Abitanti censiti